# Los Baldíos (San Cristóbal de La Laguna)
Los Baldíos es una entidad de población del municipio de San Cristóbal de La Laguna, en la isla de Tenerife —Canarias, España—.
Administrativamente se incluye en la Zona 4 del municipio.

## Características
Está situado en las afueras de la ciudad, a cuatro kilómetros al suroeste del centro municipal. Alcanza una altitud media de 620 m s. n. m.
El barrio cuenta con un centro ciudadano, la iglesia de San Francisco de Paula, varias instalaciones deportivas, un parque y una plaza pública, la Ludoteca Fantasía, el cementerio de San Luis, el colegio Alonso Nava y Grimón, una farmacia, una gasolinera, así como bares, restaurantes y otros pequeños comercios. En Los Baldíos se encuentran también el Centro Ambiental La Tahonilla del Cabildo de Tenerife, el Centro de Almacenamiento y Clasificación del Vidrio, el Archivo General del Gobierno de Canarias, la Escuela Técnica Superior de Ingeniería Agraria de la Universidad de La Laguna y la Ciudad Deportiva del Club Deportivo Tenerife.

## Demografía
| Año        | 2000 | 2001 | 2002 | 2003 | 2004 | 2005 | 2006 | 2007 | 2008 | 2009 | 2010 | 2011 | 2012 | 2013 | 2014 |
| ---------- | ---- | ---- | ---- | ---- | ---- | ---- | ---- | ---- | ---- | ---- | ---- | ---- | ---- | ---- | ---- |
| Habitantes | 2718 | 2818 | 2864 | 2775 | 2801 | 2779 | 2769 | 2676 | 2719 | 2719 | 2792 | 2867 | 2920 | 2879 | 2804 |

## Fiestas
Los Baldíos celebra sus fiestas patronales en honor a San Francisco de Paula y La Milagrosa en el mes de septiembre, celebrándose una tradicional romería.

## Comunicaciones
Se accede al barrio principalmente a través de la carretera de La Esperanza TF-24.

### Transporte público
En autobús —guagua— queda conectado mediante las siguientes líneas de TITSA: 
| Línea | Trayecto                                                | Recorrido     |
| ----- | ------------------------------------------------------- | ------------- |
| 056   | La Laguna - Bco. Grande (por Llano del Moro)            | Horario/Línea |
| 260   | La Laguna - Los Baldíos - El Centenero - Llano del Moro | Horario/Línea |

## Lugares de interés
- Archivo General del Gobierno de Canarias
- Centro Ambiental La Tahonilla
- Ciudad Deportiva del Club Deportivo Tenerife
- Escuela Técnica Superior de Ingeniería Agraria